# Nīto kunoichi to naze ka dōsei hajimemashita
Nīto kunoichi to naze ka dōsei hajimemashita (ニートくノ一となぜか同棲はじめました, litt. « Pour une raison quelconque, j'ai commencé à vivre avec une femme ninja NEET ») est un manga en ligne écrit par Kotatsu Yakitomato et illustré par Kotatsu. La série est publiée au départ sur le compte Twitter de Kotatsu à partir de janvier 2020. En février de la même année, la série est par la suite publiée sur la plateforme de lecture en ligne No. 9 Comic de Niconico Seiga. Depuis août 2021, la série est publiée en volumes par l'éditeur ASCII Media Works.
Une adaptation en anime, produite par le studio Quad (ja), est diffusée à la télévision japonaise depuis janvier 2025. Dans les pays francophones, elle est diffusée, en version originale sous-titrée, sur Animation Digital Network sous le titre I'm Living with an Otaku NEET Kunoichi!?, sous la forme de treize doubles épisodes.

## Synopsis
Une kunoichi du nom de Shizuri Ideura à signé un contrat Maître - Serviteur avec un humain s'appelant Tsukasa Atsumi et va le protéger des démons. En échange, Tsukasa va l'héberger chez lui, mais Shizuri se révèle être une NEET passant son temps à jouer aux jeux-vidéos et Tsukasa doit faire toutes les tâches ménagères.

## Personnages
Shizuri Ideura (出浦 白津莉, Ideura Shizuri)
Voix japonaise : Hinaki Yano (ja)
Tsukasa Atsumi (安海 政, Atsumi Tsukasa)
Voix japonaise : Shōya Ishige (ja)
Ayame Momochi (百地 彩夢, Momochi Ayame)
Voix japonaise : Fairouz Ai
Hina Izumi (和泉 緋那, Izumi Hina)
Voix japonaise : Saya Aizawa (ja)
Kanna Natsumi (夏見 叶愛, Natsumi Kanna)
Voix japonaise : Hina Kino
Tōru Nakayama (中山透, Nakayama Tōru)
Voix japonaise : Sho Nogami (ja)
Himari Asakura (朝倉陽葵, Asakura Himari)
Voix japonaise : Manatsu Murakami (ja)
Saya Hazuki (葉月沙耶, Hazuki Saya)
Voix japonaise : Yui Horie
Kiraa Ventol (キラー・ヴェントール, Kirā Buentōru)
Voix japonaise : Mayu Sagara (ja)
Kurena Ventol (クレナ・ヴェントール, Kurena Buentōru)
Voix japonaise : Yurie Kozakai (ja)

## Manga
La série est écrite Kotatsu Yakitomato et dessinée par Kotatsu. Elle est publiée pour la première fois sur le compte Twitter le 25 janvier 2020. La série est par la suite publiée sur la plateforme de lecture en ligne No. 9 Comic de Niconico Seiga à partir du 22 février de la même année. No. 9 publie un premier volume en format numérique le 7 août 2020. Le 1er novembre 2024, 11 volumes sont sortis. L'éditeur ASCII Media Works publie les volumes en format tankōbon depuis le 27 août 2021. 4 volumes sont sortis au Japon depuis le 27 décembre 2024.

### Liste des volumes
| 1 | 27 août 2021     | 978-4-049-13968-6 |  |  |
| 2 | 27 août 2022     | 978-4-049-14374-4 |  |  |
| 3 | 27 mars 2023     | 978-4-049-14847-3 |  |  |
| 4 | 27 décembre 2024 | 978-4-049-16173-1 |  |  |

## Anime
L'adaptation en anime est annoncée le 10 février 2024 lors de la NEET Day (ja). Elle est réalisée au sein du studio Quad (ja) par Hisashi Saitō (ja), sur un scénario de Takashi Aoshima (ja) et un character design de Masahiko Suzuki et une musique composée par CMJK (ja),. Shigeru Chiba assure la narration. La série est diffusée à partir du 5 janvier 2025 au Japon sur Tokyo MX et d'autres chaines affilées,,.
Le générique de début est Neet In Jam, interprété par Real Akiba Boyz loves Shōko Nakagawa (un groupe constitué Shōko Nakagawa et du groupe de B-boys, Real Akiba Boyz) tandis que Hinaki Yano (ja) interprète le générique de fin intitulé NEETopia avec la voie de son personnage, Shizuri Ideura. Pour la deuxième partie de la saison, Le générique de fin est Darashinai Everyday, interprété par Yano, Fairouz Ai, Saya Aizawa (ja) et Hina Kino jouant leurs personnages respectifs.

### Liste des épisodes
| No         | Titre français                                               | Titre japonais                                   | Titre japonais                                        | Date de 1re diffusion TV, |
| No         | Titre français                                               | Kanji                                            | Rōmaji                                                | Date de 1re diffusion TV, |
| ---------- | ------------------------------------------------------------ | ------------------------------------------------ | ----------------------------------------------------- | ------------------------- |
| 1 (1)      | Voilà que je vis avec une ninja NEET                         | ニートくノ一となぜか同棲はじめました             | Nīto kunoichi to nazeka dōsei hajimemashita           | 5 janvier 2025            |
| 2 (1)      | Voilà qu'une ninja détraquée débarque                        | なぜか変態気質のくノ一が来ました                 | Naze ka hentai katagi no kunoichi ga kimashita        | 12 janvier 2025           |
| 3 (2)      | Voilà qu'une ninja-poisse débarque                           | なぜか不幸体質のくノ一が来ました                 | Naze ka fukō taishitsu no kunoichi ga kimashita       | 19 janvier 2025           |
| 4 (2)      | Voilà que je suis la cible d'une kunoichi CPL                | なぜかCPLのくの一に狙われました                  | Nake ka CPL no kunoichi ni nerawaremashita            | 26 janvier 2025           |
| 5 (3)      | Voilà que les kunoichis amoureuses emménagent                | なぜか恋人くの一たちが引っ越してきました         | Naze ka koibito kunoichi-tachi ga hikkoshitekimashita | 2 février 2025            |
| 6 (3)      | Voilà qu'une lycéenne fan de comédies romantiques m'espionne | なぜかラブコメ好きのJKに監視されました           | Naze ka rabu kome-suki no JK ni                       | 9 février 2025            |
| 7 (4)      | Voilà un rendez-vous bien compliqué                          | なぜかデ一トに行くために四苦八苦しました         | Naze ka dēto ni iku tame ni shikuhakkushimashita      | 16 février 2025           |
| 8 (4)      | Voilà qu'elle kiffe son rencard à Akiba                      | なぜかアキバでデ一トを満喫しました               | Naze ka Akiba de dēto o mankitsu shimashita           | 23 février 2025           |
| 9 (5)      | Voilà qu'une lycéenne envisage un nouveau style d'amour      | なぜかJKがLOVEの新境地を関きました               | Naze ka JK ga LOVE no shin kyōchi o kankimashita      | 2 mars 2025               |
| 10 (5)     | Voilà qu'une kunoichi tsundere débarque                      | なぜかツンデしなくノ一が来ました                 | Naze ka tsunde-shina kunoichi ga kimashita            | 9 mars 2025               |
| 11 (6)     | Voilà une explosion de maid kunoichi                         | なぜかメイドなくノ一が来ました                   | Naze ka meidona kunoichi ga kimashita                 | 16 mars 2025              |
| 12 (6)     | Voilà qu'elle tire un trait sur la vie de neet               | なぜかニートをやめることになりました             | Naze ka nīto o yameru koto ni narimashita             | 23 mars 2025              |
| OAV (13)   | Voilà que c'est la confusion à la plage !                    | なぜかビーチでドギマギしました                   | Naze ka bīchi de dogimagi shimashita                  | 30 mars 2025              |
| 13 (7)     | Voilà qu'une ancienne neet bosse et fait le ménage           | なぜか家事や仕事を元ニートは頑張りました         | Naze ka kaji ya shigoto o moto nīto wa ganbarimashita | 6 avril 2025              |
| 14 (7)     | Voilà que débaroulent des assassins surpuissants             | なぜか最強の刺客がやってきました                 | Naze ka saikyō no shikaku ga yattekimashita           | 13 avril 2025             |
| 15 (8)     | Voilà que ça devient un anime de baston                      | なぜかバトルアニメになりました                   | Naze ka batoru anime ni narimashita                   | 20 avril 2025             |
| 16 (8)     | Voilà qu'un perso secondaire brille                          | なぜかサブキャラが輝きはじめました               | Naze ka sabu kyara ga kagayaki hajimemashita          | 27 avril 2025             |
| 17 (9)     | Voilà qu'il lui demande de rester une neet                   | なぜかニートを続けて欲しいとお願いされました     |                                                       | 4 mai 2025                |
| 18 (9)     | Voilà qu'on parle du passé                                   | なぜか昔話をはじめました                         |                                                       | 11 mai 2025               |
| 19 (10)    | Voilà qu'on se bat dans les bains publics                    | なぜか銭湯で戦闘が勃発しました                   |                                                       | 18 mai 2025               |
| 20 (10)    | Voilà la sœur de la kunoichi tsundere                        | なぜかツンデレくノ一の妹がやってきました         |                                                       | 25 mai 2025               |
| 21 (11)    | Voilà que deux sœurs difficile se remémorent des souvenirs   | なぜかこじらせ姉妹が思い出話をしました           |                                                       | 1er juin 2025             |
| 22 (11)    | Voilà qu'il faut faire connaissance avec la petite voisine   | なぜかほぼ初対面のJKとご近所付き合いはじめました |                                                       | 8 juin 2025               |
| 23 (12)    | Voilà que la guigne et la perversion s'unissent              | なぜか変態と不幸がひとつになりました             |                                                       | 15 juin 2025              |
| 24 (12)    | Voilà qu'on se fait une beuverie entre neet kunoichis        | ニートくノ一たちとなぜか飲み会はじめました       |                                                       | 22 juin 2025              |
| Ex.02 (13) | Voilà qu'on sympathise avec d'anciens yômas supérieurs       | なぜか元高等妖魔と仲良くなりました               | Naze ka moto kōtō yōma to nakayoku narimashita        | 29 juin 2025              |

## Drama ASMR
Une série de quatre drama ASMR, mettant chacun en scène une héroïne différente est sortie :
- Shizuri, avec la voix de Hinaki Yano, le 29 mars 2025[18]  ;
- Ayame, avec la voix de Kana Hishikawa, le 16 mai 2025[19] ;
- Hina, avec la voix de Saya Aizawa, le 13 juin 2025[20] ;
- Kanna, avec la voix de Hina Kino, le 4 juillet 2025[21].

### Annotations
1. ↑  La première diffusion est sur Tokyo MX le samedi soir à 25h30, ce qui correspond au dimanche à 0h30.
2. ↑  Diffusion en streaming uniquement[17].
3. ↑  Diffusion en streaming uniquement.

### Œuvres
Édition japonaise
1. 1 2  (ja) « ニートくノ一となぜか同棲はじめました(1) », sur Kadokawa Corporation (consulté le 9 avril 2025)
2. 1 2  (ja) « ニートくノ一となぜか同棲はじめました(2) », sur Kadokawa Corporation (consulté le 9 avril 2025)
3. 1 2  (ja) « ニートくノ一となぜか同棲はじめました(3) », sur Kadokawa Corporation (consulté le 9 avril 2025)
4. 1 2  (ja) « ニートくノ一となぜか同棲はじめました(4) », sur Kadokawa Corporation (consulté le 9 avril 2025)